# Eugenia candolleana
Eugenia candolleana är en myrtenväxtart som beskrevs av Dc.. Eugenia candolleana ingår i släktet Eugenia och familjen myrtenväxter. Inga underarter finns listade i Catalogue of Life.